# Shampoohorn
Shampoohorn è il primo album in studio del gruppo musicale Z, pubblicato nel 1994 dalla Food for Thought.

## Descrizione
È stato registrato ai Joe's Garage Studios tra il 1993 e il 1994 e prodotto da Dweezil Zappa. L'album è uscito inizialmente sul mercato europeo, e in seguito al tour di promozione in Europa, il bassista Scott Thunes è stato sostituito da Bryan Beller, il quale registrerà le parti di basso nelle tracce In My Mind e My Beef Mailbox  che nell'edizione dell'album per il mercato statunitense sostituiscono rispettivamente le tracce What Went Wrong in the Real World e Bellybutton. Per i tour promozionali verrà ingaggiato Joe Travers alla batteria.

## Tracce

### Edizione europea
1. Singer in the Woods (Ahmet Zappa) - 1:11
2. What Went Wrong in the Real World (Dweezil Zappa, A.Zappa) - 5:45
3. Did I Mention It Was Huge? (D.Zappa) - 4:50
4. Jesus Clone (D.Zappa, A.Zappa) - 3:36
5. Loser (D.Zappa, A.Zappa) - 6:04
6. Kidz Cereal (D.Zappa, A.Zappa) - 2:56
7. Mommy (D.Zappa, A.Zappa) - 5:20
8. Dreaming (D.Zappa) - 5:29
9. Rubberband (D.Zappa) - 3:23
10. Mountains on the Moon (D.Zappa) - 5:14
11. Lucky Jones (D.Zappa, A.Zappa) - 4:47
12. Leviathan (D.Zappa, A.Zappa) - 6:53
13. Doomed To Be Together (D.Zappa) - 3:39
14. Bellybutton (D.Zappa) - 4:29
15. Them (D.Zappa) - 5:37
16. Shampoohorn (D.Zappa) - 5:08

### Edizione statunitense
1. Singer in the Woods (Ahmet Zappa) - 1:11
2. In My Mind (D.Zappa) -
3. Did I Mention It Was Huge? (D.Zappa) - 4:50
4. Jesus Clone (D.Zappa, A.Zappa) - 3:36
5. Loser (D.Zappa, A.Zappa) - 6:04
6. Kidz Cereal (D.Zappa, A.Zappa) - 2:56
7. Mommy (D.Zappa, A.Zappa) - 5:20
8. Dreaming (D.Zappa) - 5:29
9. Rubberband (D.Zappa) - 3:23
10. Mountains on the Moon (D.Zappa) - 5:14
11. Lucky Jones (D.Zappa, A.Zappa) - 4:47
12. Leviathan (D.Zappa, A.Zappa) - 6:53
13. Doomed To Be Together (D.Zappa) - 3:39
14. My Beef Mailbox (D.Zappa) -
15. Them (D.Zappa) - 5:37
16. Shampoohorn (D.Zappa) - 5:08

## Formazione
Gruppo
- Dweezil Zappa – chitarra, voce
- Ahmet Zappa – voce
- Mike Keneally – tastiera, piano, chitarra, voce
- Scott Thunes – basso, voce
- Bryan Beller – basso (tracce In My Mind e My Beef Mailbox nella versione americana)

Altri musicisti
- Terry Bozzio - batteria in Bellybutton, Rubberband, Them;
- Toss Panos - batteria in Singer in the Woods, Jesus Clone;
- Tal Bergman - batteria in What Went Wrong in the Real world, Did I Mention It Was Huge, Mountains on the Moon, Shampoohorn;
- Mark Craney - batteria in Kidz Cereal, Dreaming, Leviathan, Lucky Jones;
- Morgan Ågren - batteria in Loser, Mommy;
- Keith Knudsen - batteria in Doomed To Be Together.